# Alfred Rabofsky
Alfred Rabofsky (geboren am 29. Juni 1919 in Wien; gestorben am 19. September 1944 ebenda) war ein österreichischer kommunistischer Widerstandskämpfer gegen den Nationalsozialismus. Er wurde von der NS-Justiz zum Tode verurteilt und im Wiener Landesgericht hingerichtet.

## Leben
Rabofsky lernte Schriftsetzer. Als Jugendlicher gehörte er den Roten Falken an, ab 1934 auch dem illegalen Kommunistischen Jugendverband Österreichs (KJVÖ). Nach dem Anschluss Österreichs war er weiterhin politisch aktiv und zählte zur Widerstandsorganisation Gruppe Soldatenrat. Er wurde zur Wehrmacht einberufen und wurde aufgrund seiner Leistungen zum Sanitätsunteroffizier ernannt. Gemeinsam mit seinen Genossen entwarf er Flugblätter, produzierte und verschickte sie an die von mehreren Seiten gesammelten Feldpostadressen. 
Am 16. Juni 1943 wurde er verhaftet und am 8. Februar 1944 vom Volksgerichtshof in Wien zum Tode und zum „Ehrverlust auf Lebensdauer“ verurteilt. Mitangeklagt waren Ernestine Diwisch, Friedrich Muzyka, Ernestine Soucek, Sophie Vitek und Anna Wala. Von den Mitangeklagten überlebten nur Sophie Vitek, deren Todesurteil in eine 15-jährige Zuchthausstrafe abgeändert wurde, und Ernestine Soucek, welche zu acht oder neun Jahren Zuchthaus verurteilt worden war.
Sein Bruder Eduard wurde ebenfalls verhaftet – gemeinsam mit Christian Broda, dem mutmaßlich Alfred mit seiner entlastenden Aussage das Überleben rettete. Bruder Eduard überlebte mit Glück das NS-Regime.
Im Februar 1943 hatte Rabofsky geheiratet, sein Sohn wurde während seiner Haftzeit geboren. Er hat ihn nie zu Gesicht bekommen.
Ein Gnadengesuch wurde von Hitler persönlich abgelehnt.
Seine Hinrichtung durch das Fallbeil erfolgte am 19. September 1944,  gemeinsam mit den monarchistisch-katholischen Widerstandskämpfern Franz und Marie Schönfeld, sowie sechs weiteren politischen Häftlingen des NS-Regimes.

## Gedenken
Rabofskys Name findet sich auf der Gedenktafel im ehemaligen Hinrichtungsraum des Wiener Landesgerichts.  Er ist in der Schachtgräberanlage der Gruppe 40 (Reihe 22/Grab 162) des Wiener Zentralfriedhofes bestattet. 
Zum 10. und 20. Jahrestag der Hinrichtung von Alfred Rabofsky fanden Gedenkfeiern im Hinrichtungsraum des Wiener Landesgerichts statt. 1954 würdigte Friedrich Heer seinen Mut und die Aufrichtigkeit Rabofskys und er zog erstmals in der Nach-NS-Zeit einen klaren Trennungsstrich zwischen den massenhaften Tätern, Mittätern und Mitläufern, deren Tod während des Hitler'schen Angriffskrieges damals an zahlreichen Gedenkstätten gepflegt wurde, und den einzelnen Helden des Widerstands wie Rabofsky: „Man lügt heute dreist das verzweifelte Sterben dieser Massen um in einen Heldentod, man dichtet ihnen ein Testament an, das ihre Brüder und Söhne, ihre Frauen und Schwestern verpflichten soll, sich einer erneuerten Maschinerie des Krieges ebenso willenlos zur Verfügung zu stellen wie sie. Sie, die dem Zwang erlagen und dem Terror, der Verführung und dem unaufgeklärten eigenen Willen.“ 1964 sprach am selben Ort Albert Massiczek.

## Würdigung
„Sein Leben und sein Wirken ist ein Ausdruck der sieghaften Kraft unserer kommunistischen Bewegung!“

„In die Zukunft, in ein neues Leben, weist nur das Sterben der einsamen anderen, von denen Alfred Rabofsky einer war: Von diesem jungen Schriftsetzer können wir lernen, was wir heute zuallererst brauchen: eine Kraft und gute, illusionslose Hoffnung. Die Kraft, um Widerstand zu leisten auch einer scheinbar allmächtigen Machtmaschine gegenüber, und die Hoffnung, dass es immer wieder Menschen geben wird, für die ihr Gewissen entscheidender ist als die Furcht und Angst.“

„Die barbarischen Kräfte des Nazismus, die Alfred Rabofsky zur Todesmaschine schleiften, sind stets bereit, ihr Werk aufs neue zu beginnen. Ihr Schrittmacher ist der konformistische Opportunismus aller Farben, die ergebenschlampige Ja-und-Amen-Sagerei, das Gefälligwirken wollen, wo es des entschlossenen Nein bedarf. Diese Kraft zum Widerstand, hinter der die Sorge um den Menschen und das Leben steht, wird uns und diesem ganzen Lande Österreich nur kommen, wenn wir das eigentlich Große am Leben erkennen und daraus vor aller Welt ein offenes Bekenntnis machen. Das eigentlich Große aber ist die furchtlose Überzeugungstreue und der Opfermut des einfachen Setzers und Sanitäters Alfred Rabofsky.“